# Ferrari 550 Maranello
Ferrari 550 Maranello — двухместный спортивный автомобиль, выпускавшийся в кузовах купе и кабриолет. Автомобиль появился в 1996 году, имел 5,5 л V12 двигатель мощностью 485 л. с. и крутящим моментом 568 Нм.
В 2000 году на парижском автосалоне был представлен открытый вариант — 550 Barchetta. Всего было выпущено 448 открытых версий.
Название автомобиля указывает на объём двигателя (5,5 л), а в Маранелло находится штаб-квартира Ferrari.
Линейку 550 в 2002 году заменила серия 575M Maranello.

## Автоспорт
Хотя автомобиль и не был предназначен для автоспорта, некоторые частные команды сами дорабатывали 550 для участия в некоторых сериях. Первый гоночный 550 был построен для Red Racing в соответствии с правилами ФИА. Italtecnica помогала в разработке проекта. Автомобиль был назван 550-GT и впервые протестирован в апреле 1999 года. Он использовался в чемпионате FFSA GT Championship во Франции с конца 1999 года по 2000 год.

## Награды
5,5 литровый двигатель V12 стал двигателем года в номинации «более 4 литров» в 2000 и 2001 годах.